# تونا (برشلونة)
بلدية تونا (بالإسبانية: Tona)‏، هي إحدى بلديات مقاطعة برشلونة، والتي تقع في منطقة كاتالونيا، شرق إسبانيا.
يبلغ عدد سكانها 7.578 نسمة وفقاً لإحصائية سنة (2007).